# Flarktjärnen (Överluleå socken, Norrbotten, 730776-175079)
Flarktjärnen är en sjö i Bodens kommun i Norrbotten och ingår i Alåns huvudavrinningsområde.